# Honora
Honora is een geslacht van vlinders van de familie snuitmotten (Pyralidae), uit de onderfamilie Phycitinae.

## Soorten
- H. dotella Dyar, 1910
- H. dulciella Hulst, 1900
- H. mellinella Grote, 1878
- H. montinatatella Hulst, 1887
- H. perdubiella Dyar, 1905
- H. sciurella Ragonot, 1887
- H. subsciurella Ragonot, 1887